# Parlamentswahl in Syrien 2020
Die Wahl zum Volksrat in Syrien 2020 fand am 19. Juli 2020 statt. 250 Abgeordnete wurden für eine vierjährige Amtszeit in den Volksrat gewählt. Ursprünglich sollte sie am 13. April 2020 stattfinden, wurde allerdings aufgrund der Corona-Pandemie mehrfach verschoben.

## Hintergrund
Seit dem Militärputsch 1963 war Syrien ein Einparteienstaat unter der Führung der Baath-Partei. Innerhalb dieses Systems gab es einige Blockparteien, welche aber de facto keine Macht ausübten. Der Volksrat wurde seit Machtübernahme der Baath-Partei weder unter demokratischen Bedingungen gewählt, noch hatte er tatsächliche Macht. Die vorherige Wahl fand 2016 statt. Gemäß der syrischen Verfassung musste der Volksrat nach Ablauf seiner vierjährigen Amtszeit 2020 neu gewählt werden. Am 3. März 2020 setzte Präsident Baschar al-Assad das Datum für die Wahl auf den 13. April 2020, aufgrund der Corona-Pandemie wurde diese aber am 14. März auf den 20. Mai verschoben. Am 7. Mai wurde eine erneute Verschiebung des Wahltermins, nun auf den 19. Juli 2020, proklamiert. 

## Wahlsystem
Die 250 Abgeordneten des Volksrates wurden in 15 Wahlkreisen, mit jeweils variierender Abgeordentenanzahl, gewählt.
Aufgrund des seit 2011 stattfindenden syrischen Bürgerkriegs konnten die Wahlen nur in etwa 70 % des Landes stattfinden.

## Ergebnis
Die Wahlergebnisse wurden aufgrund von notwendigen Neuauszählungen verzögert veröffentlicht. Von den 18.766.014 Wahlberechtigten nahmen 6.224.687 an der Wahl teil, womit die Wahlbeteiligung bei lediglich 33,17 % lag. Die Nationale Progressive Front gewann 183 der 250 Sitze, wovon 167 an die Baath-Partei und 16 an verbündete Parteien gingen. Die restlichen 67 Sitze gingen an unabhängige Kandidaten.
| Partei                                                           | Anteil | Sitze | Innerh. |
| ---------------------------------------------------------------- | ------ | ----- | ------- |
| Nationale Fortschrittsfront                                      | 73 %   | 183   |         |
| - Arabisch-Sozialistische Baath-Partei                           | 73 %   | 183   | 167     |
| - Syrische Sozial-Nationalistische Partei                        | 73 %   | 183   | 3       |
| - Syrische Kommunistische Partei (Wisal-Farha-Bakdasch-Fraktion) | 73 %   | 183   | 3       |
| - Arabische Sozialistische Union                                 | 73 %   | 183   | 3       |
| - Sozialistische Unionisten                                      | 73 %   | 183   | 2       |
| - Bewegung Nationaler Pakt                                       | 73 %   | 183   | 2       |
| - Syrische Kommunistische Partei (Yusuf-Faisal-Fraktion)         | 73 %   | 183   | 1       |
| - Arabische Demokratische Unions Partei                          | 73 %   | 183   | 1       |
| - Demokratische Sozialistische Unions Partei                     | 73 %   | 183   | 1       |
| Unabhängige                                                      | 27 %   | 67    |         |
| Gesamt                                                           | 100 %  | 250   |         |
| Quelle: Middle East Institute                                    |        |       |         |

## Regierungsbildung
Nach der Wahl ernannte Präsident Baschar al-Assad den damaligen Minister für Wasserresourcen Hussein Arnus zum Ministerpräsidenten Syriens.